# Музей соли (Поморие)
Музей соли — специализированный музей в болгарском городе Поморие, открытый 7 сентября 2002 года на территории между Поморийским озером и соляными прудами. Музей носит статус национального туристического объекта.

## История
Археологические находки свидетельствуют, что морская соль в Поморие добывалась приблизительно с V века до Рождества Христова. Некоторые болгарские историки считают, что соляные шахты существовали ещё до основания самого города. До 20-х годов XX века морская соль в Болгарии добывалась исключительно в Поморие. Соль была редкостью и в некоторых местах имела стоимость равную стоимости золота. Поэтому поморийские соляные шахты были предметом споров и войн. Во время османского периода была установлена государственная монополия на добычу и торговлю морской солью. Морская соль, производимая в Болгарии, не только удовлетворяла потребности страны, но и экспортировалась в государства, расположенные на территории современных Турции, Греции, Румынии и Грузии.
До 1947 года соляные шахты в Поморие находились в основном в частной собственности. В 1947—1949 годы была проведена национализация, но технология производства не претерпела существенных изменений. Соляные шахты использовались для многократного собирания соли. Этот тип производства функционировал до 1981 года. После этого периода добыча соли осуществлялась в шахтах индустриального типа.
Музей был создан по инициативе правительства Болгарии и общины Поморие. Значительную финансовую поддержку для реализации проекта оказал Европейский союз по программам «Все о соли /АЛАС» 2001—2002 годов и «Развитие музея соли в Поморие в качестве завершённого объекта культурного туризма» 2004—2005 годов.
В период с 2012 по 2013 годы был реализован ещё один проект «Поморие — туристическая зона — город соли, древняя история и традиции» при безвозмездной финансовой помощи по программе «Региональное развитие» (2007—2013). Благодаря этому проекту, Поморийские соляные пруды и музей соли превращаются в круглогодичную туристическую зону. В 2013 году была проведена комплексная реконструкция как самого музея, так и прилегающей территории. Было отремонтировано здание музея, очищена береговая линия, обустроены подъездные пути и произведено озеленение прилегающей территории.

## Экспозиция
Музей соли состоит из небольшого одноэтажного музейного здания и 25 декаров соляных прудов, на которых посетители имеют возможность вживую увидеть все технологические процессы добычи соли. В экспозиции музея представлена уникальная коллекция различных документов XV—XX веков, фотографии начала XX века, старые топографические карты, тачки, грёбла и другие приспособления для добычи соли. При музее работает сувенирная лавка.